# Корнер, Франческо
Франческо Корнер, или Корнаро (итал. Francesco Corner, Cornaro; 6 марта 1585, Венеция — 5 июня 1656, там же) — 101-й венецианский дож, третий по счёту из знатного венецианского рода Корнаро. Избран на должность 17 мая 1656 года, однако пробыл там всего лишь 18 дней. Его короткое правление не было отмечено какими-либо событиями, однако стало самым коротким в истории Венецианской республики.

## Биография
Франческо Корнер был вторым сыном Джованни I Корнера, занимавшего пост дожа с 1625 по 1629 годы. Он имел пятерых братьев и шестерых сестёр, среди них кардинал и патриарх Венеции Федерико.
Он женился на Адриане Приули, дочери бывшего дожа Антонио Приули (1618-1623), которая родила ему шестерых мальчиков и двух дочерей.
Выходец из богатой и влиятельной семьи, Франческо сделал невероятную политическую карьеру. Лишь его изгнание из посольства к герцогу Савойскому, который заподозрил Корнера в приготовлении заговора против него, оставило на ней тёмное пятно. Кажется, что он не хотел становиться дожем, потому что будучи старым, он предпочёл бы продолжать заниматься своими делами, а не политикой. Его правление стало знаменитым благодаря тому, что стало самым коротким в истории Венецианской республики: после 26 туров выборов и в возрасте 81 года, он был избран 17 мая 1656 года.
В течение его правления не произошло ничего особенного.
Он умер 5 июня и был погребён в семейной часовне в церкви Сан-Николо да Толентини.